# Типограф
Типо́граф (англ. type designer; от греч. τύπος — «отпечаток» и γράφω — «пишу») — специалист по типографскому набору, по типографике и оформлению книги. К типографам относятся шрифтовики, графические дизайнеры и другие специалисты. Акцидентные наборщики в типографиях оформляли печатные издания по эскизам художников.

## Программное обеспечение
Типографами именуются различного рода программы или утилиты, позволяющие откорректировать набранный текст в соответствии с правилами типографского набора. Например, для того, чтобы заменить машинописные кавычки на французские, дефисы на тире, а также расставить неразрывные пробелы в тех местах, где они требуются. Утилитой-типографом является «Викификатор», используемый редакторами Википедии.